# 32519 Timholt
32519 Timholt este o planetă minoră (asteroid), cu un diametru de 4,843 km, din centura de asteroizi. A fost descoperită pe 21 iulie 2001 la Stația Anderson Mesa de Lowell Observatory Near-Earth-Object Search. 
Obiectul prezintă o orbită caracterizată de o semiaxă mare de 2,424181 UAi, o excentricitate de 0,18, o înclinație de 2,43634 ° în raport cu ecliptica.